# دون ريفي
دون ريفي (بالإنجليزية: Don Revie)‏ (10 يوليو 1927 - 26 مايو 1989)، لاعب ومدرب كرة قدم سابق من بريطانيا بدأ مسيرته الكروية كلاعب في صفوف نادي ليشستر عام 1940. في عام 1950 كان كابتن نادي مانشستر سيتي الذي فاز بكأس الاتحاد الإنجليزي لكرة القدم وحاز على لقب أفضل لاعب إنجليزي عام 1955. تسلم مهمة تدريب ذلك النادي وهو لاعب في صفوفه وحصل على لقب مدرب العام للسنوات 1969، 1970، 1972. في عام 1974 عُيِّن مدرباً لمنتخب إنجلترا حتى عام 1977 ولكن نتائج الفريق كانت متواضعة تحت إشرافه ولم يتمكن ريفي من موازاة النجاح الذي حققه على الصعيد المحلي. في عام 1977 تسلم مهمة تدريب منتخب الإمارات العربية المتحدة لكرة القدم حتى عام 1980 وحصل الفريق تحت إشرافه على نتيجة سيئة جدا حيث حلَّ الفريق في المرتية ما قبل الأخيرة في بطولة كأس الخليج العربي لكرة القدم 1979.

## مسيرته الكروية
لعب دون ريفي خلال مسيرته الاحترافية مع 5 أندية في عشرون موسمًا وسجّل خلالها 100 هدف ضمن 474 مباراة. حيث فاز في موسم واحد بالكأس ولم يفز بأي دوري.
خاض دون ريفي مسيرته مع نادي ليستر سيتي في موسم 1946–47 ليلعب معه أربعة مواسم، مشاركًا في 96 مباراة سجل خلالها 25 هدفًا. ثم انتقل إلى نادي هال سيتي في موسم 1949–50 واستمر معه طيلة ثلاثة مواسم، حيث شارك في 76 مباراة سجل خلالها 12 هدفًا. لينتقل بعدها إلى نادي مانشستر سيتي في موسم 1951–52 ليلعب معه ستة مواسم، مشاركًا في 162 مباراة سجل خلالها 37 هدفًا. ثم انتقل إلى نادي سندرلاند في موسم 1956–57 واستمر معه طيلة ثلاثة مواسم، مشاركًا في 64 مباراة سجل خلالها 15 هدفًا. هذا وانتقل لاحقًا إلى نادي ليدز يونايتد في موسم 1958–59 ليلعب معه أربعة مواسم، مشاركًا في 76 مباراة سجل خلالها 11 هدفًا.

## مصدر
- دون ريفي

## روابط خارجية
- دون ريفي على موقع قاعدة بيانات كرة القدم.إي يو (الإنجليزية)
- دون ريفي على موقع ناشيونال فوتبول تيمز (الإنجليزية)
- دون ريفي على موقع Soccerbase.com (لاعب) (الإنجليزية)
- دون ريفي على موقع Soccerbase.com (مدرب) (الإنجليزية)